# جوليانو إليزي
جوليانو إليزي (بالفرنسية: Giuliano Alesi)‏ هو سائق سيارة سباق فرنسي، ولد في 20 سبتمبر 1999 في أفينيون في فرنسا.

## وصلات خارجية
- جوليانو إليزي على موقع DriverDB.com (الإنجليزية)